# Bačka
Bačka (węg. Bacska) – wieś (obec) na Słowacji położona w kraju koszyckim, w powiecie Trebišov. Pierwsze wzmianki o miejscowości pochodzą z 1214 roku. 
Według danych z dnia 31 grudnia 2012 roku, wieś zamieszkiwało 650 osób, w tym 349 kobiet i 301 mężczyzn.
W 2001 roku pod względem narodowości i przynależności etnicznej 3,02% mieszkańców stanowili Słowacy, a 96,31% Węgrzy.
Ze względu na wyznawaną religię struktura mieszkańców kształtowała się w 2001 roku następująco:
- Katolicy rzymscy – 54,1%
- Grekokatolicy – 9,72%
- Ewangelicy – 0,17%
- Prawosławni – 0,17%
- Ateiści – 0,17%
- Nie podano – 1,84%